# Жеребки (Житомирская область)
Жере́бки (укр. Жеребки) — село на Украине, находится в Чудновском районе Житомирской области.
Код КОАТУУ — 1825882801. Население по переписи 2001 года составляет 643 человека. Почтовый индекс — 13256. Телефонный код — 4139. Занимает площадь 3,325 км².
Южнее посёлка берёт начало река Тетеревка.
15 января 1945 года в бою погиб Герой Советского Союза Тестов Николай Иванович. Похоронен в братской могиле в с.Жеребки.

## Адрес местного совета
13256, Житомирская область, Чудновский р-н, с. Жеребки, ул. 50-летия Октября, 1